# Clarence W. Watson
Clarence W. Watson (Fairmont, 1864. május 8. – Cincinnati, 1940. május 24.) az Amerikai Egyesült Államok szenátora (Nyugat-Virginia, 1911–1913).